# 丁日昌

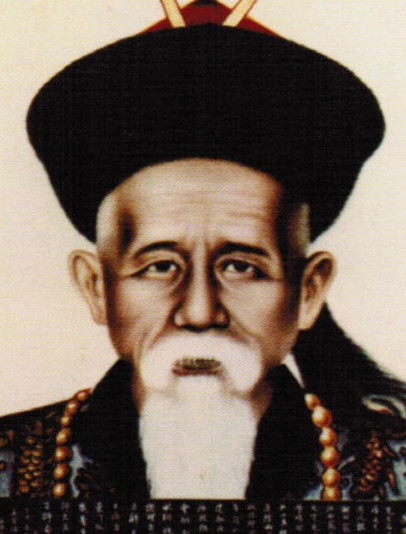
丁日昌

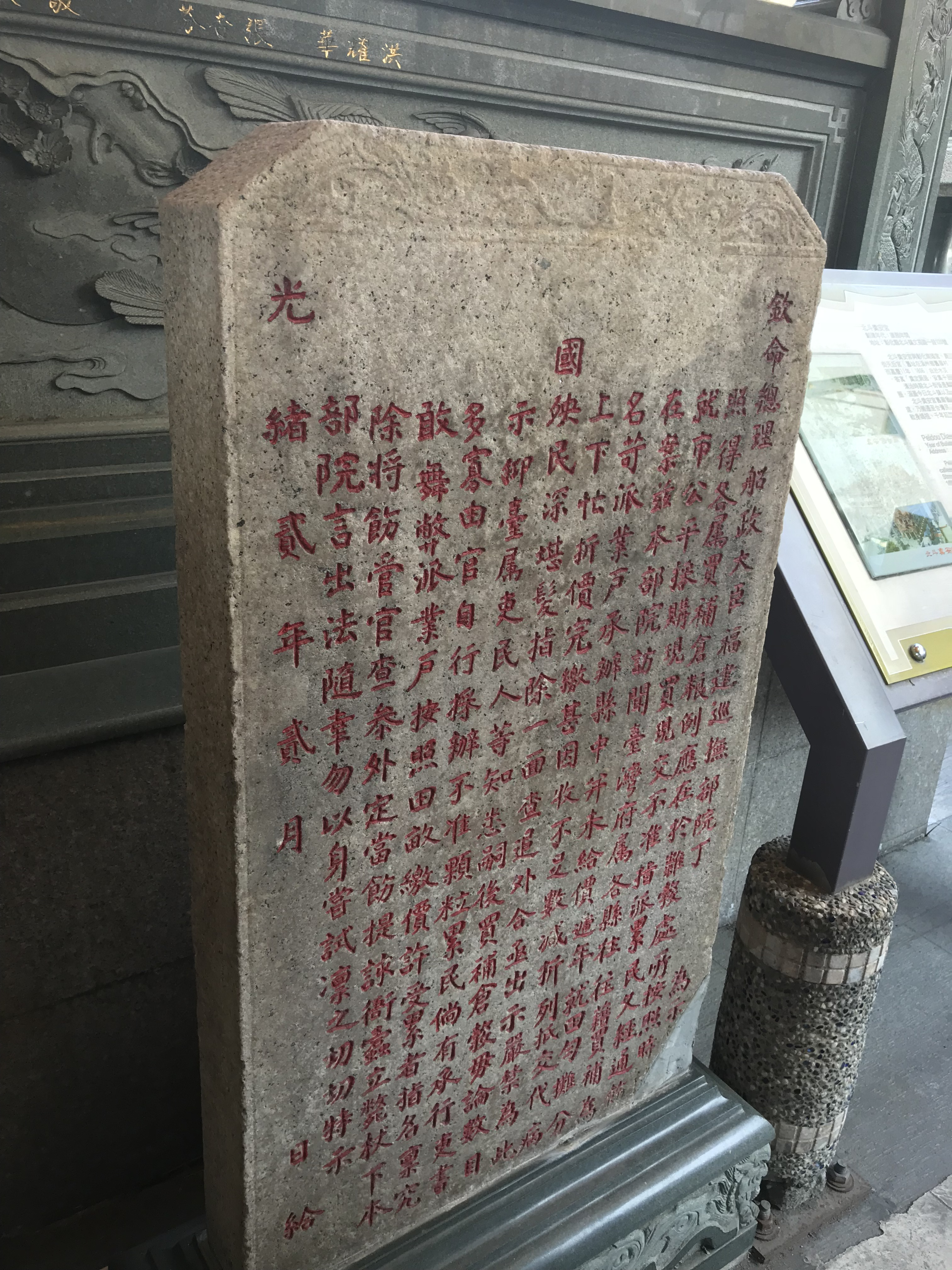
光緒二年（1876年）二月福建巡撫丁日昌所立〈買補倉糧示禁碑〉（北斗奠安宮藏）

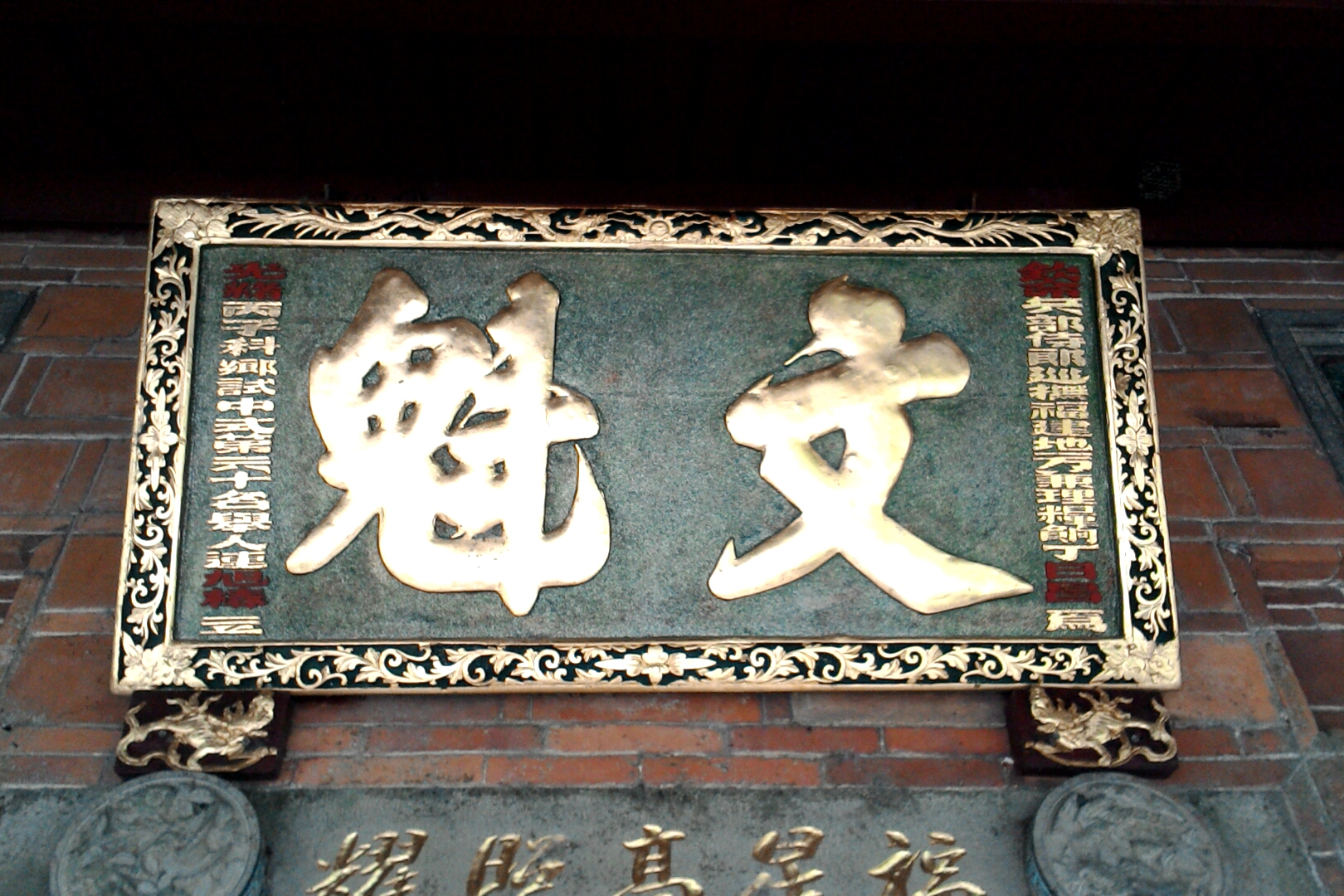
光緒二年（1876年）福建巡撫丁日昌為舉人連旭椿所立文魁匾

丁日昌（1823年—1882年2月27日），字禹生，又作雨生，室名持静齋、清節堂、得恩堂、百蘭山館、蕉雨書屋，廣東省惠潮嘉道潮州府豐順縣（今廣東省梅州市豐順縣）人。
丁日昌出身秀才，曾为曾国藩、李鴻章等幕僚，帮助筹办水师。在任福州船政期间提出應該创建北洋、东洋、南洋三支水师，分区设防的主张；还提出革新船政，延聘外国人教习技术。1876年到台湾，开办煤矿，架起中国第一条自建电报线。制订《海难救护章程》，1877年8月，因病回籍休養。1879年清政府命他专制南洋事宜，节度沿海水师官兵。1881年向总理衙门建议派人巡抚广西，加强对西南边疆的控制。他在政务之余，悉心读书，尤酷爱搜聚典籍，是清代三大藏书家之一，辑有《持静斋书目》五卷。光緒八年（1882年2月27日），逝世于广东揭阳家中。卹如制。

## 生平
丁日昌二十歲中秀才之后，補為廪生，屡考舉人不中，惠潮嘉道李璋煜见到他文章后，称赞为“不世之才”，聘为幕僚，1854年，太平军攻打潮州城，丁日昌以廩貢生治鄉團，數卻潮州寇。咸豐六年以军功選瓊州府府學訓導。咸豐九年任江西萬安縣知縣、後任庐陵知县，髮逆入，罷免。
1861年为曾国藩幕僚，1862年5月被派往广东督办釐金和軍火，復官。江蘇巡撫李鴻章治軍上海，主機器局，同治二年積勛同知銜，升任直隸州知州，同治四年擢江蘇蘇松太道道員，幫李鴻章辦理外交事務，後調兩淮鹽運使。同治六年（1867年）升江蘇布政使，同治六年到同治九年為江蘇巡撫，後坐兵部侍郎銜、都察院右副都御史銜。
同治七年（1868年），丁日昌下令严禁“淫词小说”，查禁小说戏曲书目122种，“淫词”唱片114种，续查“淫书”34种，分2批共计268种，含《紅樓夢》、《金瓶梅》、《巫山艳史》、《杏花天》、《蟫史》、《女仙外史》等。有清一代，丁日昌查禁小说最为彻底。
光緒元年到光緒四年任福建巡撫兼福建船政大臣，光緒三年再兼臺灣學政，光緒五年理烏石山教案，詔加總督銜、兼理各國事務大臣。

## 政治主张
- 发展实业方面：首创轮船航运事业；创设江南制造总局；倡办开平煤矿和轮船招商局；在台湾开矿藏、筑铁路、架电线、造船械、办农垦等。
- 军事国防方面：提议创建北洋、东洋、南洋三支水师；建言建策不计资历，从实践中选拔各方面的人才。
- 外交方面：力主维护主权和收回利权等。
- 内政方面：提倡清政廉洁，严惩贪官污吏；平反冤狱，清理积案；剔除陋规积弊，蠲减苛捐杂税；注意治水促耕，抢险救灾等。
- 华侨华工方面：建议禁止外人在沿海诱骗华工出国；建议设市舶司，管理在外国的华侨和华工等。
- 文化教育方面：建议变八股为八科，改革科举制度；推动和促成派遣第一批留美学童；挑选船政学堂优等生赴欧留学；组织翻译出版西方科技书籍和编撰府志政书；主张在通商口岸创办报馆；倡导广设社学和义学。

## 家世
- 曾祖父丁世美
- 祖父丁捷華
- 父丁賢拔（丁賢拔墓園）
- 子丁惠衡，丁惠馨，丁惠吉，丁惠康 (政治人物)，丁惠宣
- 孫丁寶元，丁寶泰，丁寶光

## 著述
- 《丁禹生政书》
- 《抚吴公犊》
- 《百兰山馆诗集》
- 《百兰山馆政书》

## 延伸阅读
[在维基数据编辑]
 在维基文库阅读此作者作品（ 在维基共享资源阅览影像）
 《清史稿/卷448》，出自趙爾巽《清史稿》